# La Motte-Feuilly
La Motte-Feuilly település Franciaországban, Indre megyében. Lakosainak száma 74 fő (2022. január 1.). La Motte-Feuilly Briantes, Champillet, Feusines, Montlevicq és Sainte-Sévère-sur-Indre községekkel határos.

## Népesség
A település népességének változása:
| Lakosok száma | 75   | 43   | 44   | 34   | 39   | 43   | 58   | 64   | 69   | 74   |
|               | 1968 | 1982 | 1990 | 2006 | 2013 | 2015 | 2017 | 2019 | 2020 | 2022 |